# 시커우향

시커우 향의 위치

시커우향(한국어: 계구향, 중국어: 溪口鄉, 병음: Xīkŏu Xiāng)은 대만 자이현의 향이다. 넓이는 33.0463km2이고, 인구는 2015년 8월 기준으로 15,170명이다.

## 지리
시커우향은 자이현 북부에 위치하고 북쪽은 윈린현 다피향와 동쪽은 다린진과 서쪽은 신강향과 남쪽은 민슝향과 접하고 있다.

## 역사
시커우의 옛 이름은 쌍계구(雙溪口)이며 이것은 청대에 복건 및 광동으로부터 이민자들이 이주했을 때, 화흥계와 북항계가 만나는 지형으로부터 명명된 것이다. 일본 통치 시대 초기에는 가기 현 다나오 지청하에 소케이코 구(双渓口区)가 설치되었고 1920년 10월에 게이코 장(渓口庄)으로 개칭되어 다이난 주 가기 군의 관할이 되었다. 동시에 게이코의 서쪽을 신코 장(新港庄)으로 분할하였다. 전후에 시커우 향으로 개칭해 현재에 이르고 있다.